# 萱町 (弘前市)
萱町（かやちょう）は、江戸期から現在にかけて青森県弘前市の地名である。郵便番号は036-8022。2017年6月1日現在の人口は90人、世帯数は43世帯。

## 地理
北大通り沿いの町で、植田町・南横町と並走する町である。町域の北部は和徳町、東部は植田町、南部は緑町、西部は南横町に接する。

## 歴史

### 沿革
- 正徳元年 - 南横町の新割屋敷町として形成される。
- 宝暦6年 - 和徳町の支配をうけて、町屋が41軒あった。
- 江戸期 - 弘前城下の一つになる。
- 明治元年（1867年） - 弘前を冠称し、明治時代に入って小売業者・日傭取りが多く移住する。

### 地名の由来
町割り以前に萱畑があったことが地名の由来とされている。

## 施設

### 金融機関
- 東北労働金庫弘前支店

### 生活協同組合
- 全労済弘前支所

## 小・中学校の学区
市立小・中学校に通う場合、学区は以下の通りとなる。
| 大字 | 番・番地 | 小学校             | 中学校             |
| ---- | -------- | ------------------ | ------------------ |
| 萱町 | 全域     | 弘前市立和徳小学校 | 弘前市立第一中学校 |

## 交通
- 弘南バス

萱町（ためのぶ号 津軽藩ねぷた村経由 - りんご公園線、他）停留所。